# Геракл и амазонки
«Геракл и амазонки» (англ. Hercules and the Amazon Women) — первый из пяти полнометражных фильмов о Геракле, которые стали пилотными к сериалу «Удивительные странствия Геракла». Режиссёр фильма Билл Л. Нортон, сценаристы Эндрю Деттманн, Жюль Селбо и Дэниэл Трули. Продюсировали фильм Сэм Рэйми, Роберт Тейперт и др.

## Описание
Главную роль исполнил актёр Кевин Сорбо, который ещё 6 лет будет играть Геракла. Съемки фильма проходили в Новой Зеландии, премьера фильма была 25 апреля 1994 в США

## Сюжет
В лесу около селения под названием Горгоренсия творятся странные события: там исчезают люди, их находят мертвыми или не находят вообще. Свирепые чудища, живущие в этом лесу, совершают периодические нападения на ни в чём не повинных жителей, не гнушаются даже умерщвлять спящих, угоняют скот. В итоге в деревне не осталось воинов, способных защитить мирных крестьян и рыбаков от варварских нападений из близлежащего леса.
И тогда отчаявшиеся жители Горгоренсии решили отправить троих гонцов с целью найти величайшего героя Греции Геракла и уговорить его помочь деревне избавиться от губительной напасти. Живым до героя добрался только один из них по имени Питий.
Геракл тем временем возвратился в родное селение, где жила его мать Алкмена и лучший друг Иолай, который как раз через неделю собирался жениться на местной девушке Ании. Выслушав историю гонца Пития, герой принимает решение помочь напуганным жителям Горгоренсии. Иолай вызывается идти с другом, обещая поддержать его в сражении с неведомыми чудовищами.

## В ролях
- Кевин Сорбо — Геракл
- Энтони Куинн — Зевс
- Рома Дауни — Ипполита
- Майкл Херст — Иолай
- Ллойд Скотт — Пифус
- Люси Лоулесс — Люссия